# Белый крест (химическое оружие)
Белый крест (нем. Weißkreuz, Weißkreuzkampfstoff) — маркировка на немецких химических снарядах, которые содержали смеси на основе веществ слезоточивого действия (лакриматоров), использовавшиеся Германией в Первой мировой войне. К химическим агентам, которым снаряжались снаряды типа «белый крест», принадлежат хлорацетон, бромацетон, ксилилбромид, бензилбромид, бромметилэтилкетон.